# Арубаини

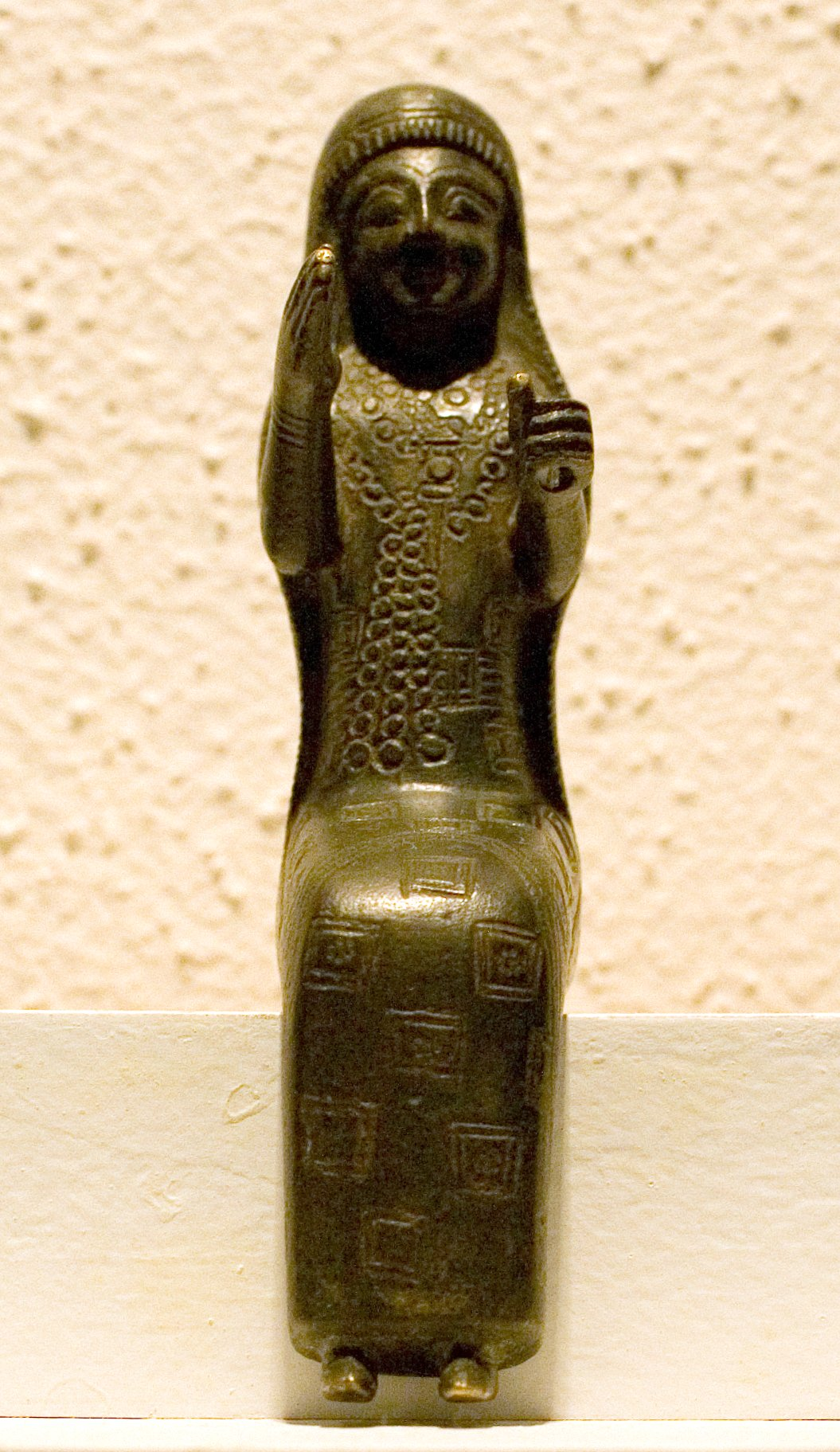
Бронзовая статуэтка богини Арубаини, обнаруженная при раскопках Тейшебаини, Исторический музей Армении

Арубаини (Арубани, Уарубаини, Уарубани; урарт. D 'a-(a-)ru-ba-(i-)ni / u-a-ru-ba-ni) — верховное женское божество урартского пантеона, супруга верховного бога Халди.
В описании похода 714 года до н. э. ассирийского царя Саргона II Арубаини упоминается под именем Багбарту (иногда ранее транслитерировалось как Багмашту). Согласно урартским клинописным текстам жертвоприношение для богини Арубаини должно было составлять одну корову и одну овцу. Высказывалось предположение, что богиня Арубаини также играла роль богини плодородия.
Первоначально считалось, что Багбарту — это самостоятельное божество, которое не входило в урартский пантеон. Высказывалось мнение, что Багбарту местное божество города Мусасир. Однако впоследствии на основании новых данных мнение учёных изменилось, и сейчас считается, что Багбарту просто представляет собой другое написание имени супруги бога Халди, Арубаини.
На возможности чтения Багмашту построены рассуждения ряда авторов, включая Э. А. Грантовского. По его мнению, это божество иранского происхождения, имя которого восходит к Бага-мазда, почиталось в Мусасире как супруга бога Халди.